# 魯邦三世 THE FIRST
《魯邦三世 THE FIRST》（日文:ルパン三世 THE FIRST ，英文：Lupin III: The First），是《魯邦三世》系列的第10部動畫電影，同時也是其系列首部3DCG電影，日本於2019年12月6日上映。

## 概要
本作為《魯邦三世》首度以3DCG制成的電影版作品，是在因應吸引海外客群的情況下開始規劃，副標題「THE FIRST」是通過與員工討論確定的，其含義是「3DCG 魯邦」的首次亮相。其中《魯邦三世》的原作加藤一彦在過去時，就則有構思將系列改編為3DCG動畫的想法，因此當本作於2018年10月開始製作時，則曾發表出對於電影成品作相當期待的言論，可惜加藤因肺炎而於2019年4月11日去世，故無法看到電影的完成。因此在主要故事結束後的片尾名單中，則增加了加藤一彦生前曾在2017年7月發表的「我想繼續將魯邦推向世界，進行各種冒險」作為紀念標題。
此外，這是自1996年《魯邦三世 DEAD OR ALIVE》之後23年，首次於日本全國於大螢幕正式上映的系列電影。並且與作為魯邦三世的相關劇場作品，同年5月在小型劇院放映的《魯邦三世 峰不二子的謊言》在內，是魯邦三世系列首度在一年中發布兩部動畫版本的電影。
另外，本作的背景架設明顯與近期系列作品不同，導演山崎隆表示是尊重原作的風格，將時間點設置於1960年代下半葉，此外則在電影中融入了納粹德國、第二次世界大戰的元素在內，此外，在電影中3D化的人物樣貌及刻畫，則是參考過去系列動畫和加藤一彥漫畫作品的風格作為參考，製作組為了希望能尊重過去的動畫師和讓風格與以往的魯邦相似，則在完全投入製作前，曾與過去參與製作魯邦三世TV版的動畫師進行交談，徵求了動作上和細節意見或建議，以確認角色的性質不會偏離過去的作品。

## 劇情大綱
在德佔法國，考古學家布列松教授將他一本以重重機關封存的日誌以及隱藏著日誌鑰匙的護身符給了他的家人。據傳，日誌裡隱藏關於「日蝕」這項巨大財富的訊息，而一群為祖先遺產學會效勞的納粹分子鍥而不捨地尋找它。布列松被殺害後，祖先遺產學會的蘭貝爾教授奪走護身符，卻找不著日誌。
1960年代，日誌在布列松紀念展中重新問世，世紀大盜亞森·魯邦三世試圖偷走這本他祖父亞森·魯邦未能成功偷走的日誌，但他得手後不久，日誌便落到偽裝成保安的少女蕾蒂西亞手裡，之後又被峰不二子搶走，而魯邦也被錢形幸一警部逮捕。在他被押往監獄的路上，魯邦的兩位搭擋次元大介和石川五右衛門十三世及時趕到並救走魯邦，之後魯邦潛入蕾蒂西亞家中。蕾蒂西亞是一名考古學生，她按照她的養祖父蘭貝爾的命令偷書，並假意帶魯邦一起偷取日誌，藉此讓蘭貝爾同意她就讀波士頓大學研究考古。
不二子的委託主是祖先遺產學會，在不二子把日誌交給學會的領導者傑洛特後，傑洛特隨即發現不二子在日誌裡暗藏機關，便將她囚禁起來。蕾蒂西亞帶著魯邦來到祖先遺產學會所在的運輸機上，魯邦解開日誌的謎團，得知日蝕是古代高等文明遺留的無限能源製造裝置，而此裝置隱藏在特奧蒂瓦坎的廢墟裡。在魯邦發現自己中計後，向傑洛特投降並同樣被囚，但他隨後就和不二子一起脫逃，之後偷聽到傑洛特和蘭貝爾的談話，得知他們正在尋找據說未死的希特勒，並試圖以日蝕重建第三帝國。
同樣聽到對話的蕾蒂西亞被他們捉住，護身符和日誌都被搶走，她也被傑洛特扔出飛機，魯邦趕忙跳了下去，之後他們被不二子、次元和五右衛門救下。魯邦報警並搶走前來捉自己的錢形警部所搭乘的國際刑警組織的直升機，不過錢形後來設法回到了機上。在瞭解狀況後，錢形暫時和魯邦合作，擊退了傑洛特。途中，魯邦向蕾蒂西亞透露，蕾蒂西亞就是布列松的孫女，而蘭貝爾之所以收養蕾蒂西亞，只是為了取得日誌和日蝕。
傑洛特和蘭貝爾率眾找到了日蝕所在之處，但沒有日記的他們無法通過陷阱，而魯邦等人雖然順利通過陷阱，卻隨即被傑洛特的部下挾持。傑洛特和蘭貝爾啟動日蝕，製造出了一小型黑洞，自以為殺死了魯邦等人。沉浸於權力的蘭貝爾與傑洛特彼此反目，蕾蒂西亞趁隙搶下日蝕控制權，傑洛特手持毛瑟C96手槍並向蕾蒂西亞開槍，蘭貝爾為了保護她而死。之後，傑洛特收到希特勒已被尋獲的消息，便帶著日蝕和蕾蒂西亞，當作給元首的獻禮。
然而這位希特勒是魯邦假扮的，他奪走日蝕的控制權，讓它製造出黑洞並自我毀滅，傑洛特被黑洞吸入而死，而魯邦則藉著他從特奧蒂瓦坎遺跡裡帶出的重力控制裝置逃出生天。魯邦把此裝置和波士頓大學的錄取通知交給蕾蒂西亞，之後向她道別，並和同伴一起繼續躲避錢形警部的追緝。

## 登場角色

### 主要角色
魯邦三世（聲：栗田貫一）
次元大介（聲：小林清志）
石川五右卫门（聲：浪川大輔）
峰不二子（聲：澤城美雪）
錢形幸一警部（聲：山寺宏一）

### 本作原創登場角色
蕾蒂西亞（聲：廣瀨鈴）
蘭貝爾（聲：吉田鋼太郎）
傑洛特（聲：藤原龍也）
布列松（聲：伊藤和晃）
漢斯（聲：平修）
阿道夫·希特勒（聲：高桑滿）
蕾蒂西亞的父親（聲：早川毅）
蕾蒂西亞的母親（聲：和優希）

## 發行

### 宣傳活動
2019年7月11日，製作方開始發布《魯邦三世》3DCG電影的消息並宣布了公映日期，同時發布首張海報和預告片。10月2日，則宣布由廣瀨鈴為女主角蕾蒂西亞配音。11月11日，在東京舉行製作完成發表會。12月6日則於東京在舉行首映會。

### 上映
該片於2019年12月6日在日本公映，週末觀影人數達17萬7000人，票房收入2億4500萬日元，則首周累計觀影人數22萬人，在周票房排列榜上名列第二，最終則獲得共達11.6億日元的票房成績。
2020年，該部電影入圍第43屆日本電影學院獎最佳動畫片，同年則代表日本入圍安錫國際動畫影展。

## 製作人員
- 原作：Monkey Punch
- 導演、腳本：山崎貴
- 副導演：波田琢也、中嶌隆史
- 配樂：大野雄二
- 監製：加藤州平、加藤良太
- 製作：竹崎忠、澤桂一、市川南、安岡喜郎、菊川雄士、島村達雄
- 執行製作人：篠原宏康、伊藤響、阿部秀司
- 製作人：野崎康次、北島直明、伊藤武志
- 美術指導：梅田年哉
- CG指導：荒川孝宏
- 編輯：高橋友和
- 製作統籌：立川真由美
- 音效指導：清水洋史
- 音效：岡瀨晶彥（J.S.A.）
- 配給：東寶
- 製作：TMS娛樂、Marza動畫星球（日语：マーザ・アニメーションプラネット）
- 製作幹事：TMS娛樂、日本電視台
- 製作：2019電影「魯邦三世」製作委員會（TMS娛樂、日本電視台、東寶、VAP、讀賣電視台、白組、阿部秀司事務所、札幌電視台、宮城電視台、靜岡第一電視台、中京電視台、廣島電視台、福岡放送）

## 主題曲

### 片頭曲
「THEME FROM LUPIN III 2019」
作曲、編曲：大野雄二、演奏：You ＆ Explosion Band

### 片尾曲
「GIFT」
作詞：水野良樹，作曲、編曲：大野雄二，演奏：You ＆ Explosion Band，歌：稲泉りん

## 外部連結
- 魯邦三世 THE FIRST的X（前Twitter）